# 黃金 (天順進士)
黃金（1413年—？），字廷貴，直隸安慶府桐城縣人，明朝政治人物。進士出身。

## 生平
順天府鄉試第八十名。天順元年（1457年）丁丑科會試第二百八十四名，殿試登進士第三甲第十一名。

## 家族
曾祖黃真四。祖父黃福珊。父亲黃宗敬。